# The Working Life
|  | Denne artikel er oprettet af botten Steenthbot ud fra en ekstern database. Den kan derfor have sproglige fejl eller mangler. Denne skabelon kan fjernes efter kontrol af indholdet. |

The Working Life er en dansk dokumentarfilm fra 2013 instrueret af Caroline Sascha Cogez og efter manuskript af Nikolaj Heltoft.

## Handling
"The Working Life" af Superflex og Caroline Sascha Cogez en kommentar til vækstsamfundets hamsterhjul og konstante bestræbelser på produktionsoptimering. Filmen er en hypnoterapeutisk øvelse i at forlade det kontorlandskab, man er fanget i, efterlade de uendelige bunker af opgaver, møder, opkald, påmindelser og træde ud på den anden side, hvor der er ro – i dette tilfælde toilettet. Bag hypnosen står den certificerede hypnoterapeut Tommy Rosenkilde, og dermed bliver filmen ikke blot en refleksion over vidensarbejderens konstante følelse af at være bagud og ikke gøre det godt nok, men også et eksperiment: Måske filmen kan bruges som redskab; hypnotisere tilskueren til at stå af ræset og ryste skyldfølelsen over aldrig at slå til af sig. Måske er det i orden ikke altid at være brugbar.

## Medvirkende
- Tommy Rosenkilde